# Stadtarchiv Eisenach
Das Stadtarchiv Eisenach ist das Archiv der Stadt Eisenach in Thüringen; es verwahrt Unterlagen aus der Zeit von 1493 bis heute. Das Stadtarchiv Eisenach gehört zu den größeren Thüringer Stadtarchiven.

## Geschichte

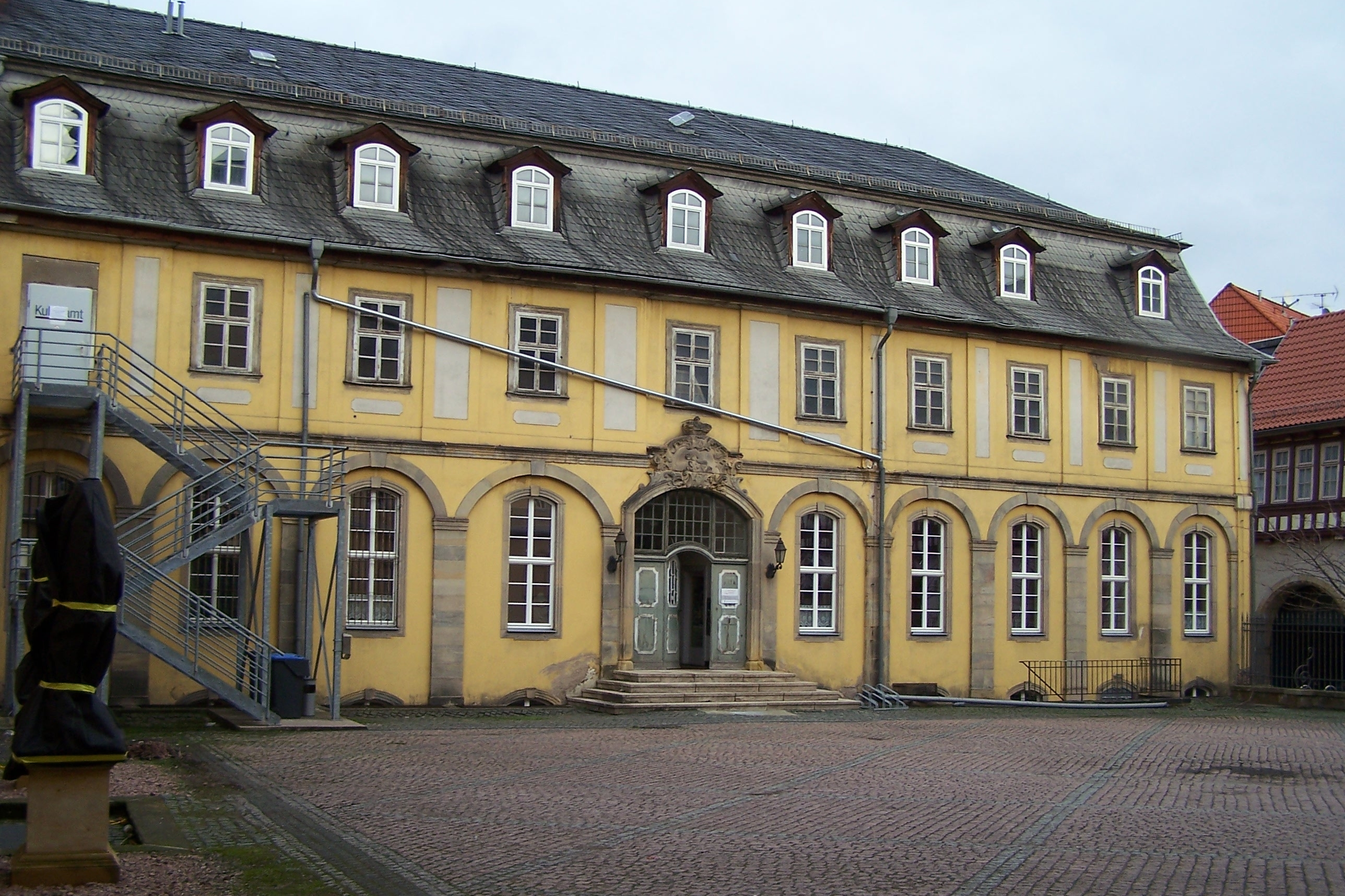
Das Stadtarchiv befindet sich im Nordflügel des Stadtschlosses am Markt

Über das Eisenacher Stadtarchiv liegen aus älterer Zeit nur spärliche Nachrichten vor. Ein Stadtarchiv war aber bereits im Mittelalter vorhanden. Es befand sich in einem feuerfesten Gewölbe im südöstlichen Teil des 1484 erweiterten und 1743 abgebrochenen alten Rathauses vor der Georgenkirche. Über den Zeitpunkt der Einrichtung dieses Archivs und seine Ordnung liegen keine Aufzeichnungen vor.
Im Stadtweinkeller, dem heutigen Rathaus, dagegen, den der Stadtrat als Amtsgebäude einrichten musste, als Herzog Johann Ernst 1596 bei der Verlegung seiner Residenz nach Eisenach das alte Rathaus als fürstliche Kanzlei in Anspruch nahm, ist wohl 1622 eine Briefkammer bezeugt, ein feuerfestes Archivgewölbe aber nicht nachweisbar. Das ist der Grund dafür, dass bei dem großen Stadtbrand von 1636 das im Rathaus aufbewahrte Schriftgut samt der Bibliothek fast restlos vernichtet wurden. Im 17. Jahrhundert erhielt das Archiv schließlich im wieder aufgebauten Rathaus ein feuerfestes Gewölbe.
Glücklicherweise waren die wertvollsten Archivalien rechtzeitig in die Eisenacher Reutervilla verlagert worden, als am 9. Februar 1945 der Rathauskomplex, in dem sich das Archiv befand, von einer Luftmine schwer getroffen wurde. Um die anderen durch die Zerstörung in Mitleidenschaft gezogenen Archivalien zu retten, wurden sie im Mai 1946 provisorisch im Hauptpostamt sowie im Hause Karlstraße 4 untergebracht und im Juli 1949 ins Hintergebäude des Schlosses verlegt. Hier befindet sich das Archiv noch heute. Durch Kriegseinwirkung ist der Verlust nicht nur vieler Akten, sondern auch der Siegel- und Siegelstempelsammlung, des größten Teils der Bibliothek, fast aller Bilder und vieler Jahrgänge der Eisenacher Tageszeitungen zu beklagen.

## Archivare
Das Archiv entbehrte im Laufe seines Bestehens meist einer fachlichen Betreuung und wurde nur von Zeit zu Zeit in Ordnung gebracht. In erster Linie kam dafür der Stadtschreiber in Betracht. Die geringe Wertschätzung gegenüber den Archivalien widerspiegelt die dürftige Aussage über das Eisenacher Stadtarchiv im „Wegweiser durch die historischen Archive Thüringens“ (Gotha, 1900). Die alten Akten lagen damals ungeordnet und halb vermodert auf dem Rathausboden.
Erst nach dem Ersten Weltkrieg begann Erich Keil mit der Wiederordnung der verwahrlosten Bestände. Ihm folgte 1925 der Eisenacher Heimatforscher Hugo Peter, nach dessen Tod bis 1937 und von 1943 bis 1945 der Studienrat Hermann Kühn und von 1937 bis 1942 Ulrich Nicolai. Waren die Verwalter des Stadtarchivs bisher nur nebenamtlich tätig gewesen, so wurde am 1. August 1952 Hans Eberhard Matthes als erster hauptamtlicher Stadtarchivar angestellt. Er amtierte bis zu seinem Tod 1981. Von 1991 an war der Historiker Reinhold Brunner hauptamtlicher Stadtarchivar, bis er 2014 zum Leiter des neu gebildeten Amtes für Bildung ernannt wurde. Sein Nachfolger als Leiter des Stadtarchivs wurde Christopher Launert.

## Zuständigkeit
Das Stadtarchiv Eisenach ist das Archiv der Stadtverwaltung. Es verwahrt schriftliche Unterlagen (z. B. Urkunden, Amtsbücher, Akten, Karten und Pläne, Petschaften, Stempel u. a.), die seit dem 17. Jahrhundert in der Verwaltung der Stadt Eisenach entstanden sind, und übernimmt regelmäßig Schriftgut aus dem laufenden Geschäftsbetrieb. Darüber hinaus sammelt das Stadtarchiv weitere Unterlagen, in denen sich Vergangenheit und Gegenwart der Stadt Eisenach widerspiegeln (z. B. Druckschriften, Zeitungen, Plakate, Bilder, Flugblätter, Filme und Ähnliches). Schon in der Vergangenheit hat das Stadtarchiv Eisenach Archivgut anderer Herkunft übernommen (von Betrieben, Vereinen, Parteien oder Nachlässe von Privatpersonen). Außerdem wird das Archivgut der zwischen 1994 und 1998 nach Eisenach eingemeindeten Dörfer verwahrt. Eine Kooperationsvereinbarung mit dem Museum Automobile welt eisenach führte 2019 zur Übergabe der werks- und technikgeschichtlichen Bestände des einstigen DDR-Großbetriebes VEB Automobilwerk Eisenach, dessen Werksarchiv nach der Wende 1989 dem Eisenacher Stadtarchiv zur Betreuung übergeben waren. 
Die Bestände des Stadtarchivs Eisenach umfassen ca. 1.804 lfm, gegliedert in 4 Hauptabteilungen.

### Hauptabteilung I: Urkunden

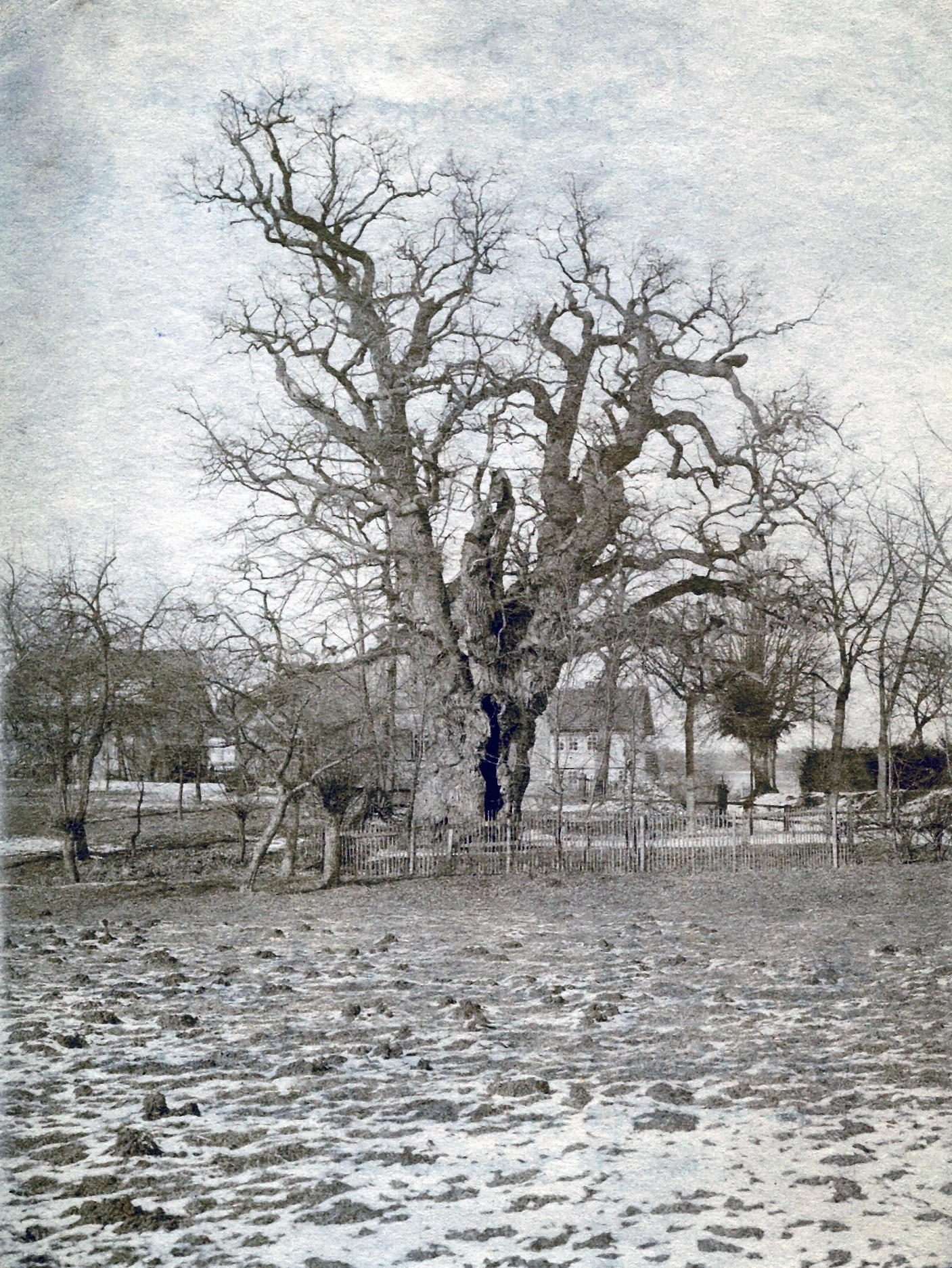
Eiche von Berteroda (um 1900)

Auf Grund des Stadtbrandes von 1636, als das städtische Archiv mit allen Urkunden verbrannte, verfügt das Archiv nicht über einen organisch gewachsenen Bestand. Der Verbleib der seit 1636 verfassten Urkunden ist ungeklärt. Der bis heute überlieferte Urkundenbestand von 69 Stück ist eine bloße Sammlung ohne jeglichen Provenienzzusammenhang.

### Hauptabteilung II: Städtische Provenienzen
Diese enthält, untergliedert in 4 Abteilungen und 19 Bestände, die Akten, die seit 1636 bei der Stadtverwaltung entstanden sind, Unterlagen von  Einrichtungen, die später der Stadt zugeordnet wurden, Schriftgut städtischer Betriebe (Elektrizitätswerk, Gas- und Wasserwerk, Stadtsparkasse und Schlachthof) sowie Bauakten.

### Hauptabteilung III: Amtsbücher
Diese enthält, untergliedert in 15 Bestände, die Amtsbücher der Stadt Eisenach, darunter die Stadtrechnungen seit 1617, die Protokollbücher des Rates seit 1558 sowie die Bürgerbücher seit 1600.

### Hauptabteilung IV: Nichtstädtische Provenienzen
Diese enthält, untergliedert in 11 Bestände, die Überlieferungen der Wirtschaft, darunter das gesamte Archiv des früheren Automobilwerkes Eisenach (AWE), untergliedert in 7 Bestände, die Überlieferung von Vereinen, Gesellschaften und Parteien, untergliedert in 11 Bestände, die Akten der nach 1994 nach Eisenach eingemeindeten Ortschaften, untergliedert in 2 Bestände das Archivgut von Behörden, die in Eisenach ansässig waren, untergliedert in 6 Bestände das so genannte Sammlungsgut, darunter diverse handschriftliche Stadtchroniken des 17. bis 19. Jahrhunderts, untergliedert in 35 Bestände, die Nachlässe verschiedener Eisenacher Persönlichkeiten, untergliedert in 12 Bestände, die audiovisuellen Medien, darunter mehr als 100.000 Fotos, Negative und Grafiken sowie ca. 100, teilweise digitalisierte Filme, etwa  3.000 Karten und Pläne sowie eine Bibliothek mit etwa 5.000 Büchern.